# قزمة الحوت II
قزمة الحوت II (مجرة الحوت القزمة الثانية) (بالإنجليزية: Pisces II Dwarf Galaxy)‏ هي مجرة قزمة كروية (dSph). اكتشفت في عام 2010 من خلال البيانات المستقاة من مسح سلووان الرقمي للسماء.
تقع المجرة على مسافة تقدر بحوالي 180 الف فرسخ فلكي من الشمس في كوكبة الحوت .
الحوت II واحدة من أصغر وأخفت المجرات القمرية المعروفة لدرب التبانة ضياؤها الكلي يعادل حوالي 10,000 ضياء شمسي (قدرها الظاهري المطلق −5)، وهذا يتوافق مع معدل ضياء عنقود مغلق نموذجي . جمهرة نجوم الحوت II معظمها قديمة وتشكلت قبل نحو 10–12 مليار سنة .ومعدنية هذه النجوم القديمة منخفض عند −2.3 < [Fe/H] < −1.7 مما يعني أنها تحتوي على عناصر ثقيلة ليس أكثر من 180 من النسبة الموجودة في الشمس